# Suleiman Fortia
Suleiman Fortia (arabe : سليمان الفورتية) est un ingénieur libyen né en 1954, membre du Conseil national de transition pendant la révolution libyenne de 2011. Il y représente la ville de Misrata.
Il est diplômé de l'université de Tripoli ; il possède également un doctorat d'ingénierie en architecture, obtenu dans une université britannique. Il a enseigné à l'université du roi Fayçal pendant huit années. Il participe aux délégations venues en France rencontrer le président Nicolas Sarkozy afin de demander une aide occidentale, pendant la répression des forces de Kadhafi. Il a personnellement négocié des aides pour Misrata, pendant le siège de la ville.